# 金雕
金鵰（學名：Aquila chrysaetos）是北半球上一種廣為人知的猛禽。如所有鷹一樣，它屬於鹰科。金鵰以其突出的外觀和敏捷有力的飛行以著名。金鵰是深棕色的，在小斑上有更浅的金棕色羽毛。这种物种的幼鹰通常在尾部有白色，并且在翅膀上经常具有白色标记。 金鵰利用敏捷和速度加上强大的脚和大量尖锐的爪子来抢夺各种猎物（主要是兔子、旱獭和其他地松鼠）。

## 特征
雌雄同色；未成长时，头、颈黄棕色；两翼飞羽除了最外侧三枚外基部均缀有白色，其余身体部分暗褐色；羽尾灰白色，羽端部黑色；成年鸟翼和尾部均无白色，头顶羽色转为金褐。
成鳥的翼展平均超過2（6英尺7英寸），體長則可達1（3英尺3英寸），其腿爪上全部都有羽毛覆蓋著。

## 食性
金雕會捕捉和自己一樣大型的動物，在北極附近的金雕，主要捕食雪兔、雷鳥，在中國、哈萨克一帶，金雕會捕捉和自己差不多大的狐狸、山羊、鹿甚至是狼。當然金雕並非每次狩獵都能成功，有時獵物若從上坡逃，金雕就為怕折到翅膀而放棄；有時在捕捉狼時，會因為來不及抓到狼的頭而被狼反咬喪命，但整體來說，金雕狩獵的效率都較一般的猛禽還要高。

## 分布
一般生活于多山或丘陵地区，特别是山谷的峭壁以及筑巢于山壁凸出处。该物种的模式产地在瑞典，中国东北有分布，另有亚种遍布中国西部、北韓山地。在蒙古和哈薩克一帶，當地人會飼養金雕來幫忙打獵，這是在當地自古流傳下來的文化，但隨著現代化生活的崛起，這種文化已逐漸的在消失當中。

## 保护

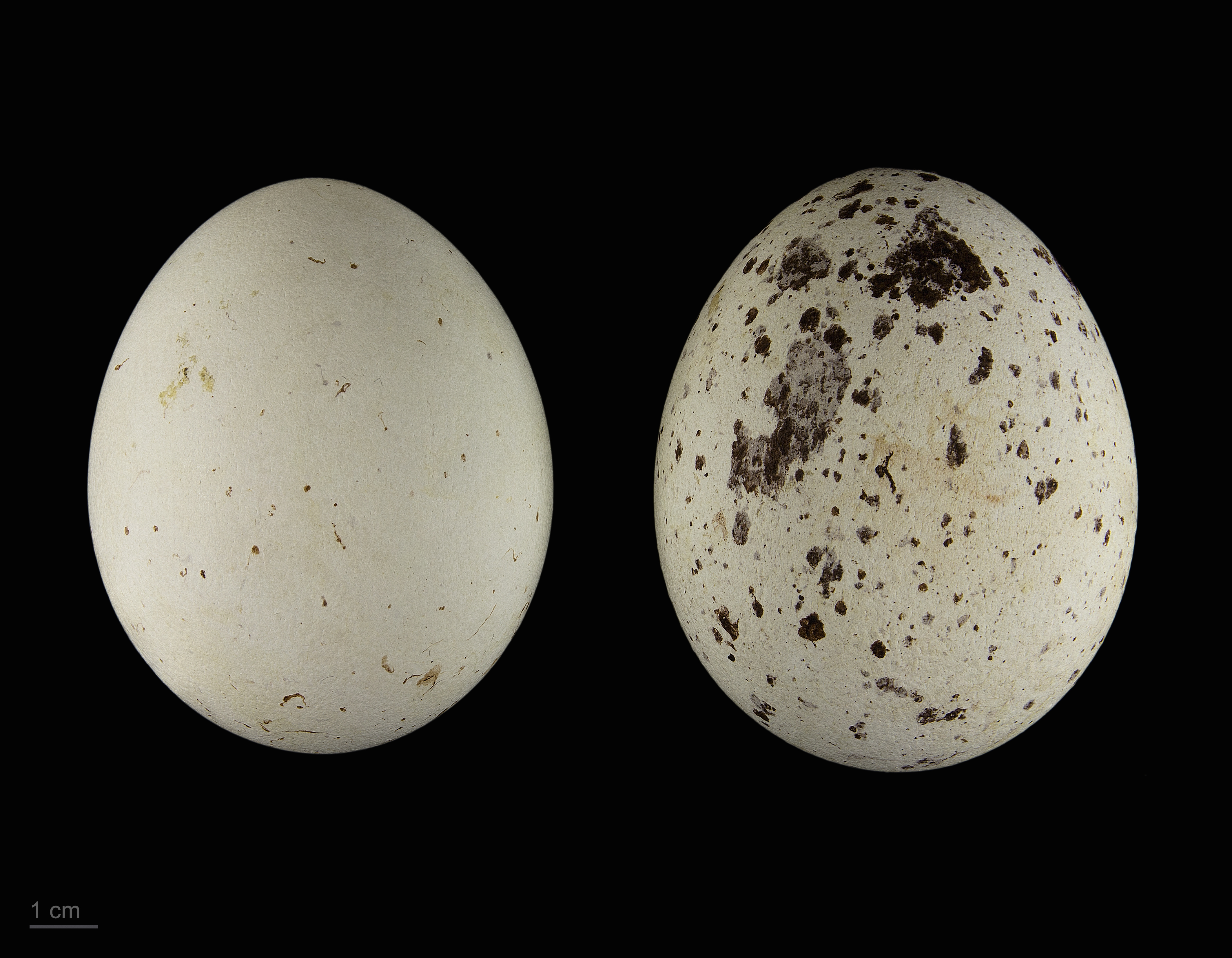
卵 Aquila chrysaetos

- 中国国家重点保护动物等级：一级

## 亚种
- 金鵰东北亚种（学名：Aquila chrysaetos canadensis）。该物种的模式产地在加拿大哈得逊湾。[3]
- 金鵰华西亚种（学名：Aquila chrysaetos daphanea）。在中国大陆，分布于新疆、青海、甘肃、山西、辽宁、河北、陕西、湖北、贵州、四川、云南、西藏、安徽、江苏、福建、广东等地。[4]

## 参考文献

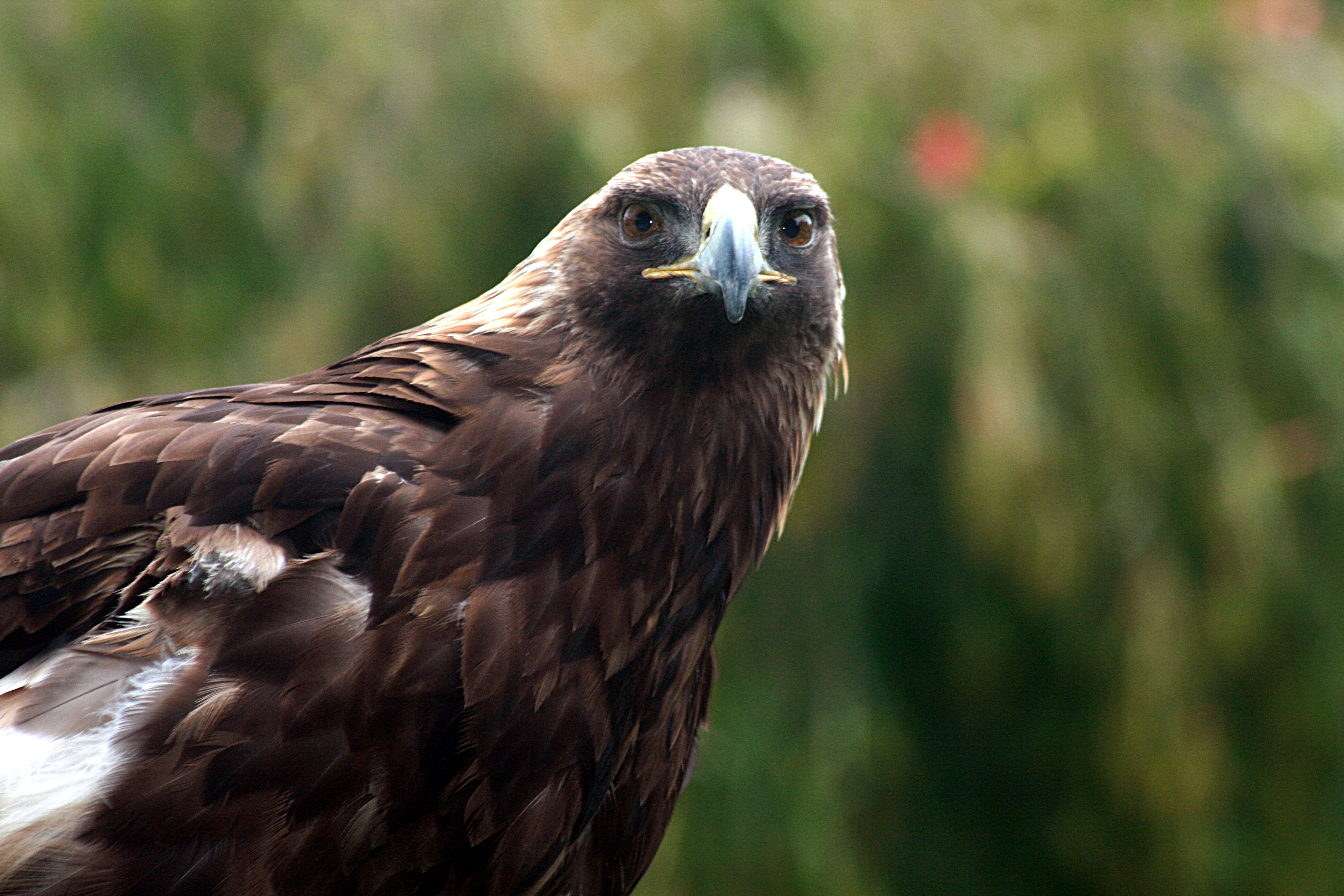
金雕。